# Ga-Ra-Ku-Ta : Mr. Stain on Junk Alley
Ga-Ra-Ku-Ta: Mr. Stain on Junk Alley (traducido como Ga-Ra-Ku-Ta: Sr. Stain en el vertedero del callejón) es un anime en CGI producido en el año 2003, creado por Ryuji Masuda y producido por Shunsuke Koga. Fue licenciada en Estados Unidos por Funimation. Se transmitió en el bloque Adult Swim de Latinoamérica en el canal Cartoon Network.

## Trama
La serie se desarrolla en un callejón del centro de una gran ciudad en donde en un vertedero de la zona vive Mr. Stain, un vagabundo que en cada episodio busca objetos para beneficio propio, hasta que por casualidad cae accidentalmente otro objeto que influye un papel importante en el desarrollo del episodio. La serie también involucra a personajes secundarios como Palvan, un gato amarillo antropomórfico que utiliza un suéter rosa, el mono enmascarado y personajes terciarios como Pylon, cangrejos que comúnmente son encontrados por el callejón.

## Personajes

### Principales
- Mr. Stain: Vagabundo que busca objetos en el basurero del callejón, durante su búsqueda encuentra objetos que influyen en el episodio.
- Palvan: Gato antropomórfico de gran tamaño, es de color amarillo y usa un suéter Rosa, este gato vagabundea por las calles de la ciudad.
- Rings: Rings que tiene una personalidad inocente, suele ser el objetivo de Palvan para sus propósitos alimenticios.

### Personajes secundarios
- Pájaro enorme (Heavenly Bird): Una enorme ave que tiene el plumaje rosado que proviene de una isla tropical.
- Pylon: Cangrejos de color morado que llevan un cono de tránsito el cual reemplaza su caparazón, son comunes de ver en el callejón.
- Lifa: Una pianista que vive cerca de Mr. Stain; parece estar enamorada de él.
- Chico Radio: Un robot que fue creado por Palvan y Mr. Stain a partir de un casete de radio y algunas piezas de basura, suele ser hiperactivo si no se le presta atención.
- Stephany: Niña que se perdió en el callejón e intenta volver a casa.

### Música
- Ending: Tandem — Halcali.